# Долматово (Кимрский район)
Долматово — деревня в Кимрском районе Тверской области. Входит в состав Центрального сельского поселения.

## География
Находится в юго-восточной части Тверской области на расстоянии приблизительно 7 км на северо-запад по прямой от районного центра города Кимры в левобережной части района.

## История
Известна была с 1780-х годов, когда в ней был 1 крестьянский двор и один господский, принадлежала она М.Ф Пивовой. В 1859 году здесь (деревня Корчевского уезда Тверской губернии) было учтено 9 дворов, в 1887 — 13.

## Население
Численность населения: 11 человек (1780-е годы), 73 (1859 год), 94 (1887), 8 (русские 100 %) в 2002 году, 0 в 2010.